# Catalina Cáceres
Catalina Paz Cáceres Ríos (sinh ngày 16 tháng 5 năm 1990), được gọi đơn giản là Catalina Cáceres, là một người mẫu thời trang và thí sinh của cuộc thi sắc đẹp người Chile và đã được trao vương miện Hoa hậu Trái Đất Chile 2014 và Hoa hậu Hoàn vũ Chile 2016. Cô đại diện cho Chile tại cuộc thi Hoa hậu Trái Đất 2014 và Hoa hậu Hoàn vũ 2016.

## Cuộc sống cá nhân
Catalina là một nhà thiết kế nội thất và được nuôi dưỡng ở Huechuraba. Cha cô là một kỹ sư và mẹ cô là một nghệ sĩ. Caceres tình nguyện viên cho Tổ chức hợp tác Alzheimer Chile và ủng hộ quyền cho người LGBT. Câu trả lời của cô sau khi được hỏi về việc nhận con nuôi và quyền kết hôn của LGBT trong thời gian tham gia cuộc thi Hoa hậu Hoàn vũ Chile đã được đưa lên các báo chí quốc tế. Catalina là người ăn chay và cô có thể nói tiếng Anh.

## Các cuộc thi

### Hoa hậu Trái Đất Chile 2014
Catalina giành danh hiệu Hoa hậu Trái Đất Chile năm 2014, kế tục người chiến thắng trước đó là Natalia Lermanda. Cô đã vượt qua 21 thí sinh khác trong cuộc thi nói trên. Là một phần trách nhiệm của mình, Catalina đã tham dự sự kiện "Hội chợ xanh" được tổ chức tại Ga Mapocho vào ngày 7 tháng 9 năm 2014.

### Hoa hậu Trái Đất 2014
Sau khi chiến thắng Hoa hậu Trái Đất Chile, Catalina đã bay đến Philippines vào tháng 11 để cạnh tranh với gần 100 ứng cử viên khác để trở thành người kế nhiệm của Hoa hậu Trái Đất 2013 Alyz Henrich trong vai trò Hoa hậu Trái Đất. Tuy nhiên, cô đã thất bại khi không có mặt trong Top 16. Hoa hậu Trái Đất 2014 là Jamie Herrell đến từ Philippines.

### Hoa hậu Hoàn vũ Chile 2016
Cô được trao vương miện Hoa hậu Hoàn vũ Chile 2016, làm đại diện cho Chile trong cuộc thi Hoa hậu Hoàn vũ 2016 tại Philippines.

### Hoa hậu Hoàn vũ 2016
Là Hoa hậu Hoàn vũ Chile, cô đã tham gia cuộc thi Hoa hậu Hoàn vũ 2016 nhưng cuối cùng ra về mà không lọt vào Top 13.